# Kîdaniv, Buceaci
Kîdaniv (în ucraineană Киданів) este o comună în raionul Buceaci, regiunea Ternopil, Ucraina, formată numai din satul de reședință.

## Demografie
Componența lingvistică a comunei Kîdaniv
     Ucraineană (99,68%)
     Alte limbi (0,32%)
Conform recensământului din 2001, majoritatea populației comunei Kîdaniv era vorbitoare de ucraineană (99,68%), existând în minoritate și vorbitori de alte limbi.